# Rosario Bourdon
Joseph Charles Rosario Bourdon (6 de marzo de 1885-24 de abril de 1961) fue un violochelista, violinista, director de orquesta, arreglista y compositor franco-canadiense. Fue un niño prodigio experto en muchos instrumentos musicales. Bourdon trabajó gran parte de su vida para la Victor Talking Machine Company donde ejerció considerable influencia.

## Vida
Bourdon nació en Longueuil en una familia con talentos musicales. Su padre fue un cantante amateur. Louis-Honoré Bourdon, su hermanastro fue un reconocido empresario. Inició su educación musical con su madre Caroline Derome, con el violonchelo cuando tenía siete años. Ella contraería un matrimonio tardío con Jean-Baptiste Dubois, un chelista profesional que prosiguió con su instrucción en el instrumento. En esta misma época aprendió a tocar el piano.
En 1897 fue invitado a asistir al Conservatorio de Gante in Bélgica. Allí continuó su aprendizaje sobre el chelo con Joseph Jacob. Ganando un "primer premio con gran distinción" en una competición escolar apenas ocho meses después de estar allí. Estuvo de gira por Europa poco después. En 1899 volvió a Canadá y fue muy bien recibido en Montreal y Quebec.

## Carrera
Bourdon emigró a los Estados Unidos buscando mejores oportunidades para su carrera de las que podía encontrar en Canadá. Desde 1902 hasta 1904 tocó con la Orquesta Sinfónica de Cincinnati. Volvió a Quebec durante el verano de 1903 para tocar Le Désir con la Orquesta Sinfónica de Quebec en la apertura del Auditorio de Quebec el 31 de agosto de 1903. En 1904 se trasladó a Filadelfia donde tocó con la Orquesta de Filadelfia. En 1905 hizo su primera grabación para la Victor Talking Machine Company. En 1908 se trasladó otra vez, esta vez a Saint Paul (Minnesota).